# إتش بروس فرانكلين
إتش بروس فرانكلين (بالإنجليزية: H. Bruce Franklin)‏ هو مؤلف وبروفيسور وصحفي ومؤرخ أمريكي، ولد في 1934 في الولايات المتحدة.